# Čeljuskin (parník)
Čeljuskin (rusky Челюскин) byl sovětský parník zpevněný pro cesty arktickým ledem za účelem proplutí Severní mořskou cestou z Murmansku do Vladivostoku. Cílem expedice bylo zjistit, zda by tuto cestu mohla celou v jedné sezóně absolvovat i jiná loď než ledoborec.

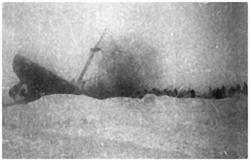
Potopení Čeljuskina

Čeljuskin byl postaven v Dánsku a spuštěný na vodu 11. března 1933 firmou Burmeister & Wain z Kodaně (původně jako Lena) a pojmenováno po ruském polárníkovi Semjonu Ivanovičovi Čeljuskinovi, který žil v osmnáctém století. Velitelem expedice byl Otto Juljevič Šmidt a kapitánem lodi byl Vladimir Ivanovič Voronin. Na palubě bylo celkem 111 členů posádky a z Murmansku Čeljuskin odplul 2. srpna 1933. Loď sice proplula velkou část Severní cesty, ale v září uvízla v ledových polích a pak už jen driftovala než se 13. února 1934 potopila rozdrcená ledy nedaleko ostrova Koljučin v Čukotském moři.
Posádce se podařilo uniknout na led a zde vytvořila provizorní vzletovou a přistávací dráhu, díky které mohli být všichni do konce dubna zachráněni. Piloti, kteří se podíleli na pátrání a záchraně, se stali prvními držiteli nově vytvořeného vyznamenání Hrdina Sovětského svazu. Při záchraně byla použita civilní verze letounu TB-1, letouny Polikarpov R-5 a jeden Consolidated Fleetster dopravený za účelem záchrany posádky Čeljuskina až ze Spojených států amerických. Dva američtí letečtí mechanici, kteří se na operacích podíleli, získali Leninův řád.

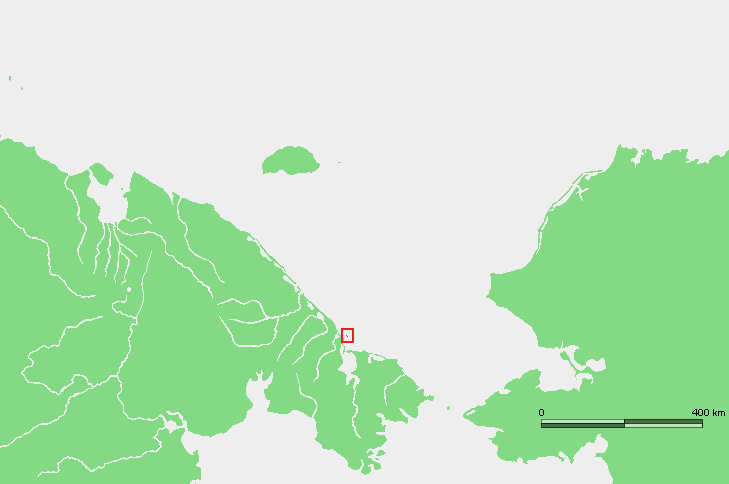
Poloha ostrova Koljučin v Čukotském moři

Protože se parníku podařilo doplout až k okraji Beringova průlivu, považovalo vedení Sovětského svazu expedici za víceméně úspěšnou. Následovaly další expedice a v roce 1935 byla cesta už využívána oficiálně i pro obchod. V roce 1936 tudy proplula ruská Baltská flota do Tichého oceánu, protože hrozil konflikt s Japonskem.
Vrak lodi byl objeven v září 2006 v hloubce 50 metrů, nedaleko mysu Srdce-Kameň.